# Abelaturus cornophorus
Abelaturus cornophorus är en kvalsterart som beskrevs av Cook 1983. Abelaturus cornophorus ingår i släktet Abelaturus och familjen Aturidae. Inga underarter finns listade i Catalogue of Life.